# 马苗兰
马苗兰（1970年1月18日—），浙江东阳人，中国前女子七项全能运动员。1993年8月9日，她在北京创下6750分的国内纪录。她在体育界的成绩为她赢得了“亚洲女铁人”的称号。退役后，她嫁给了乒乓球运动员陈健。大约2008年，夫妇定居金华，有一子（生于1994年）。

## 成绩
| 年        | 賽事           | 舉辦城市           | 名次      | 項目      | 記錄      |
| 代表 中国 | 代表 中国      | 代表 中国          | 代表 中国 | 代表 中国 | 代表 中国 |
| --------- | -------------- | ------------------ | --------- | --------- | --------- |
| 1987      | 亚洲锦标赛     | 新加坡             | 第2名     | 七项全能  | 5460分    |
| 1988      | 世界青年锦标赛 | 加拿大大萨德伯里   | 第13名    | 七项全能  | 5413分    |
| 1989      | 亚洲锦标赛     | 印度新德里         | 第2名     | 七项全能  | 6021分    |
| 1990      | 亚洲运动会     | 中华人民共和国北京 | 第1名     | 七项全能  | 6231分    |